# 콜 센터

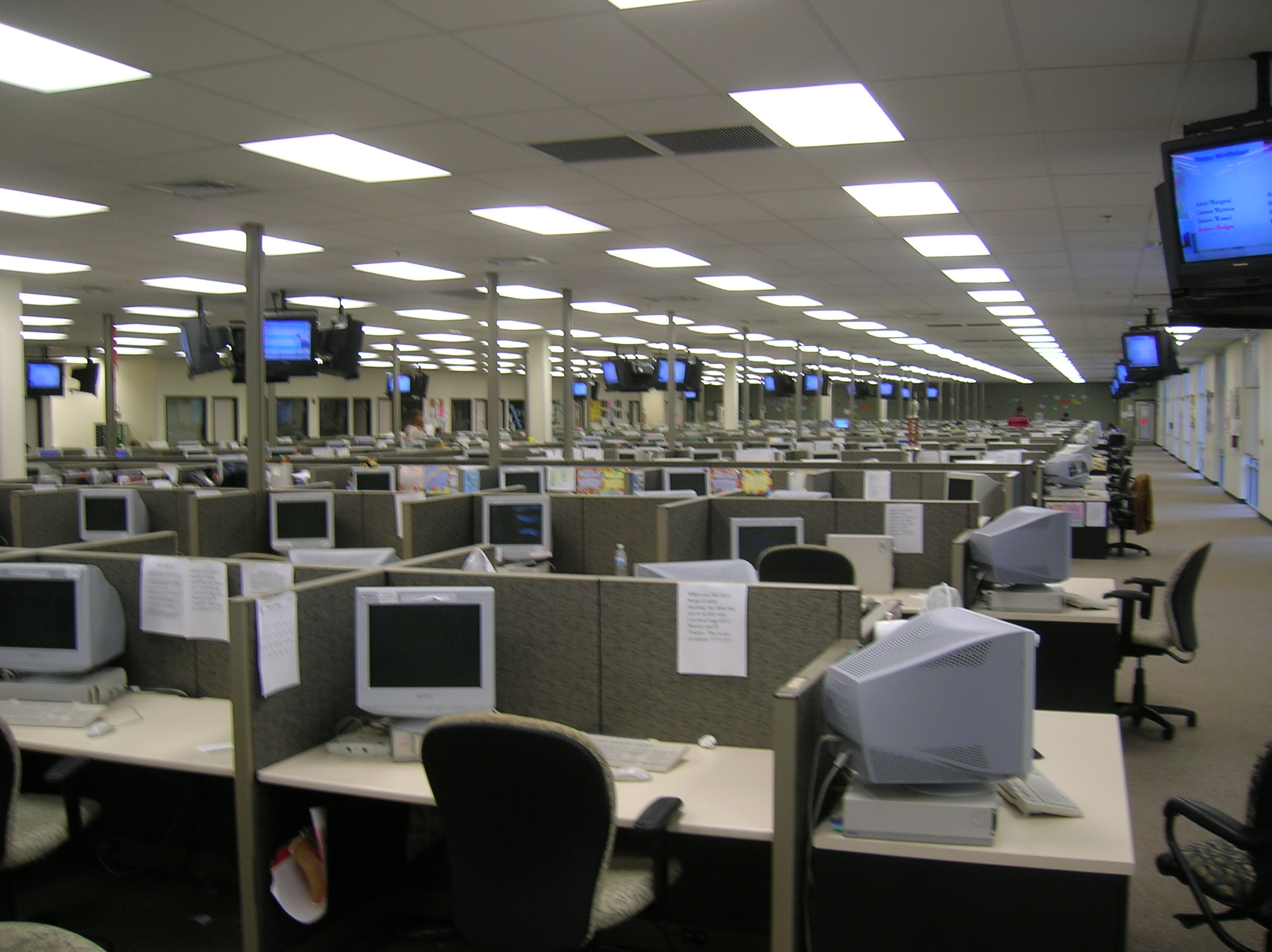
콜 센터

콜 센터(Call Center)는 전화로 업무를 보는 곳을 통칭한다. 콜 센터는 일반적으로 일정량의 컴퓨터 자동화 소프트웨어를 사용하고 음성 기반의 셀프 서비스 기능 그리고 인바운드 및 아웃바운드 인터랙션 기능을 제공한다.
전화로 대량의 문의를 수신하거나 전송하는 데 사용되는 중앙 집중식 또는 원격 관리 기능이다. 인바운드 콜센터는 기업이 운영하는 것으로, 들어오는 제품이나 서비스 지원 또는 소비자의 정보 문의를 관리한다. 아웃바운드 콜센터는 일반적으로 텔레마케팅, 자선 또는 정치적 기부 권유, 부채 추심, 시장 조사, 긴급 알림 및 긴급/중요한 혈액 은행 등의 판매 목적으로 운영된다. 컨택 센터는 콜 센터의 전화 통신 기반 기능을 더욱 확장한 것으로, 편지, 팩스, 실시간 지원 소프트웨어, 소셜 미디어, 인스턴트 메시지 및 이메일을 포함한 개별 커뮤니케이션을 중앙 집중식으로 처리한다.
이전에는 콜센터가 각 상담원을 위한 컴퓨터와 디스플레이를 포함하고 인바운드/아웃바운드 통화 관리 시스템에 연결된 워크스테이션과 하나 이상의 감독자 스테이션을 갖춘 콜센터 상담원을 위한 개방형 작업 공간으로 간주되었다. 이는 독립적으로 운영되거나 추가 센터와 네트워크로 연결될 수 있으며 종종 메인프레임, 마이크로컴퓨터/서버 및 LAN을 포함한 기업 컴퓨터 네트워크에 연결된다.
컨택센터는 모든 고객 컨택을 관리하는 중심점이다. 연락 센터를 통해 귀중한 정보를 적절한 사람이나 시스템에 전달하고, 연락을 추적하고, 데이터를 수집할 수 있다. 이는 일반적으로 회사의 고객 관계 관리 인프라의 일부이다. 대부분의 대기업은 고객 상호 작용을 관리하는 수단으로 컨택 센터를 사용한다. 이러한 센터는 내부 담당 부서에서 운영하거나 고객 응대를 제3자 기관(아웃소싱 콜센터로 알려짐)에 아웃소싱하여 운영할 수 있다.

## 같이 보기
- 자동 호 분산기
- 비즈니스 프로세스 아웃소싱